# Гамбург (фільм, 1926)
«Гамбург» (інші назви: «В ім’я демократії»,
«Червоне братство», «Історія однієї втечі») — український радянський художній фільм 1926 року режисера Володимира Баллюзека, екранізація твору Лариси Рейснер «Гамбург на барикадах». Знятий на Першій кінофабриці ВУФКУ (Одеса). Апаратний метраж фільму — 8 частин / 2470 метрів. Прем’єра стрічки відбулась 16 листопада 1926 року у Києві. Фільм зберігся частково.

## Сюжет

Кіноплакат. 1926

Німеччина, 1923   рік. Голод, розруха, страйки.  Робітники,  покликані  до  боротьби комуністом Нільсом Унгером, захоплюють арсенал і перетворюють кожну будівлю на фортецю. Соціал-демократ  Бук  не   виконує наказу  Унгера  підірвати  міст  через  Ельбу,  тому війська  рейхсверу входять у місто. Починається кривава розправа. Заарештовано Нільса Унгера. Бук, зв’язаний з посібником карателів Майнсом, на допитах зраджує повстанців. Над повстанцями призначено суд. Щоб позбутися політичного розголосу під час судового процесу, Нільса Унгера визнають божевільним, але йому  вдається втекти з в'язничної лікарні. І знову над вулицями Гамбурга лунає його заклик: «Побережіть рушниці!»

## У ролях
- Георгій Спранце — Нільс Унгер, гамбурзький комуніст
- Ксана Западна — Сузі, дружина Унгера
- Костянтин Гарін — Франц Бук, зрадник
- Іван Замичковський — Ельснер, робітник
- Я. Рейнич — Ельфріда
- Леонід Чембарський — Віллі, шофер
- Олександр Чувєров — слідчий
- Володимир Лісовський — поліцай-президент
- Аркадій Мальський — Пфайфер, сищик
- Володимир Ланськой — божевільний
- Матвій Ляров — Майс, соціал-демократ
- Т. Ружицький — суддя
- А. Симонов — офіцер
- А. Бєлов — бургомістр
- К. Радмін — голова сенату
- Комарова — Луїза, повія
- Михайло Смоленський — Оксен, лікар
- В. Крицький — Барфус
- Микола Надемський — сищик
- Марія Романовська — фрау Дарт
- Леонід Барбе — соціал-демократ
- Осип Мерлатті — Ланґе, лейтенант

## Знімальна група
- Режисер — Володимир Баллюзек
- Сценаристи — Сіма Шрейбер, Юрій Яновський
- Оператори — Маріус Гольдт, Йосип Рона
- Художник — Георгій Байзенгерц

## Джерело
- Гамбург // ВУФКУ. Українська кінореволюція 1920-х — Довженко-Центр: Dovzhenko Centre